# Park im. Mieszkańców Heiloo
Park im. Mieszkańców Heiloo (Park Heiloo) – park miejski założony w 1866 roku w Świętochłowicach-Piaśnikach, wpisany do gminnej ewidencji zabytków; najstarszy park w mieście.

## Historia
Najstarszy świętochłowicki park miejski został założony w 1866 roku w Piaśnikach, przy dzisiejszych ulicach Powstańców Śląskich i ul. Bytomskiej, ma powierzchnię około 6 ha. Obecna nazwa została nadana w celu upamiętnienia współpracy Świętochłowic z niderlandzkim miastem Heiloo, którą zapoczątkowano w latach 80. XX wieku. Park wpisano do gminnej ewidencji zabytków Świętochłowic.

## Architektura
Przy parku zachował się zespół budynków Śląskiej Spółki Akcyjnej dla Górnictwa i Hutnictwa Cynkowego (niem. Schlesische Aktiengesellschaft für Bergbau und Zinkhüttenbetrieb): budynek zarządu tejże spółki wzniesiony w 1859 roku, w 1919 roku był siedzibą Grenzschutz Ost, po 1945 roku wykorzystywany jako przedszkole (ul. Bytomska 55) oraz budynek administracyjny, przekształcony na obiekt mieszkalny (ul. Bytomska 69). W parku znajduje się zabytkowy schron bojowy nr 39 II linii obrony Obszaru Warownego „Śląsk” z 1937 roku (wpisany do rejestru zabytków 24 lutego 2021, nr rej. A/764/2021). W 2021 roku postawiono koło niego wieżę wartowniczą prawdopodobnie z okresu II wojny światowej z terenu Zakładów Chemicznych Hajduki, którą odnaleziono przy Stawie Kalina. Na skraju parku znajduje się pomnik ku czci Powstańców Śląskich w miejscu, w którym zamordowano powstańców w czasie I powstania śląskiego. Dla dzieci przygotowano w parku wieloczęściowy plac zabaw, który wyremontowano w 2021 roku.

## Galeria

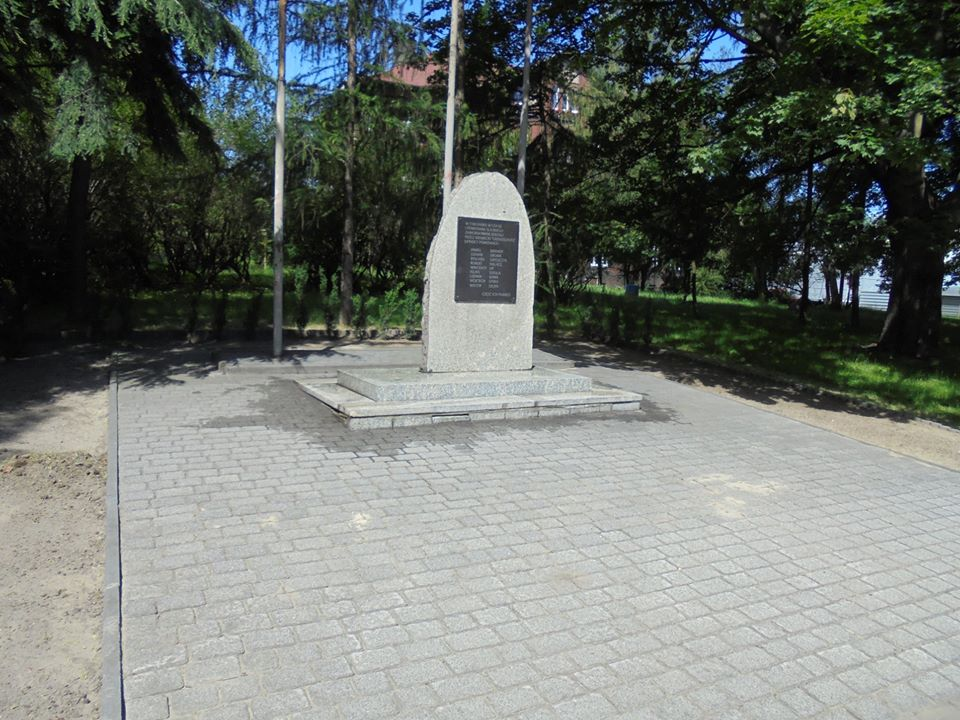
Pomnik powstańców śląskich (2020)
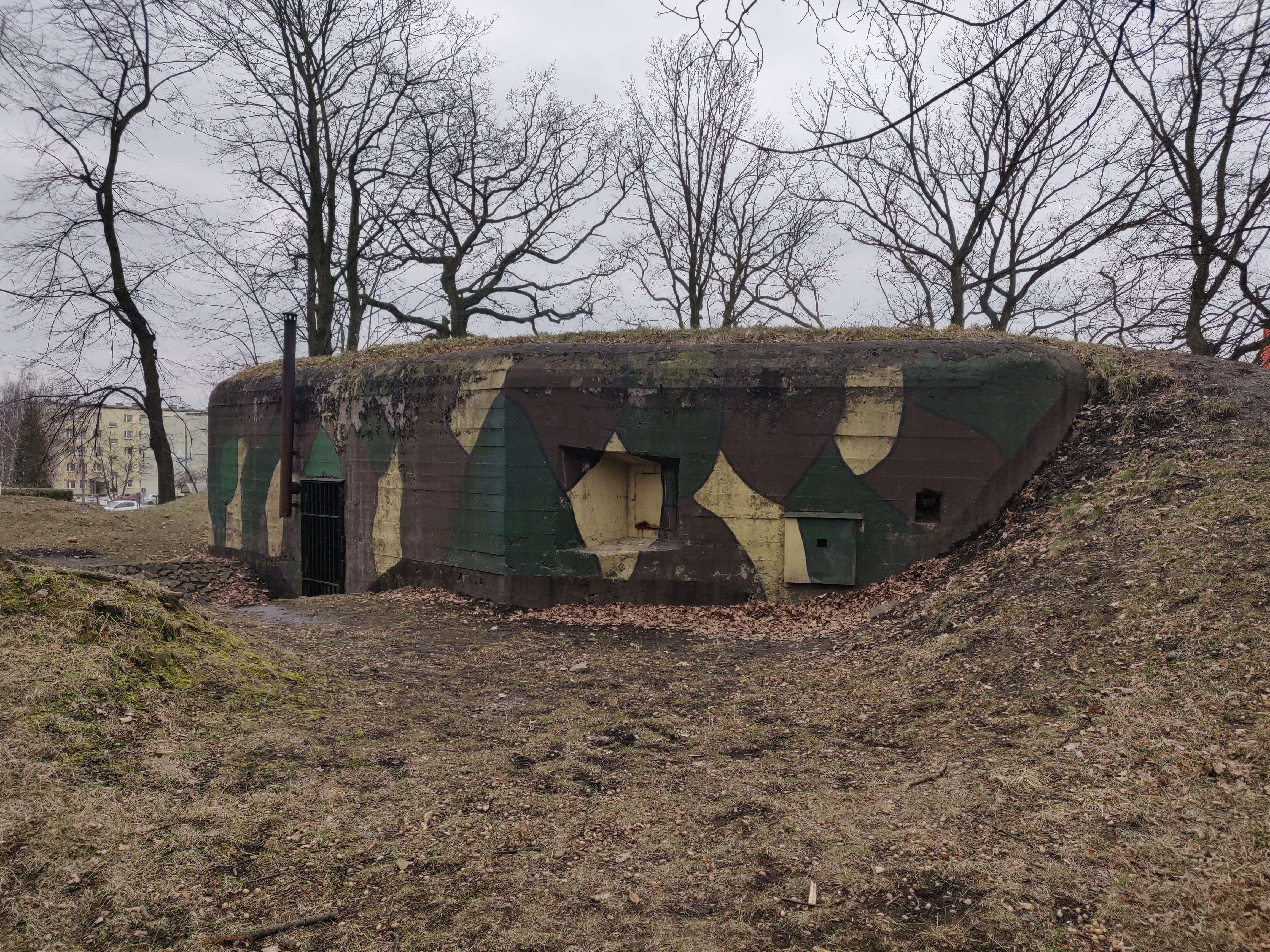
Schron bojowy nr 39 (2021)
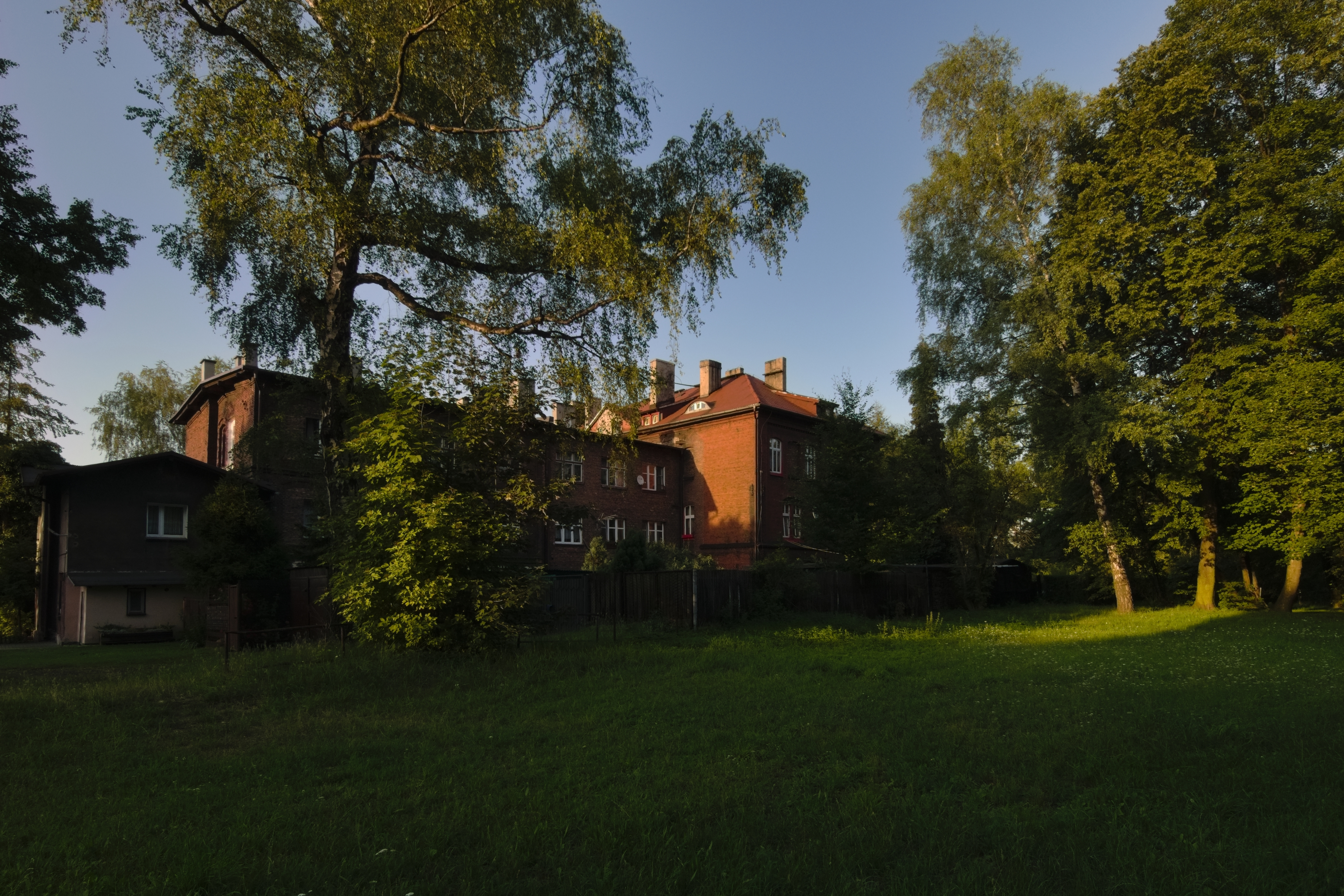
Zabudowania przy parku – ul. Bytomska 65–69 (2022)
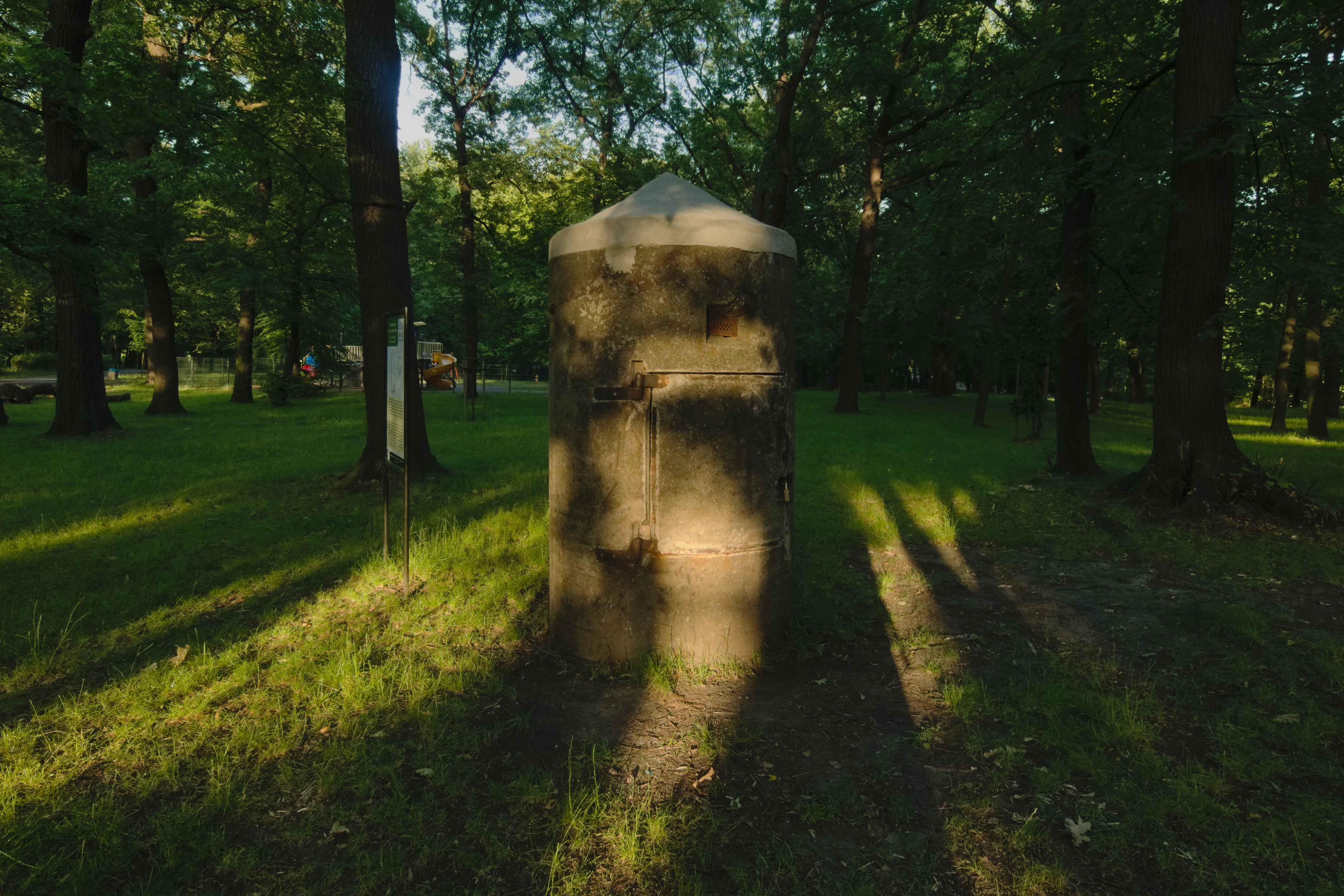
Jednoosobowy schron przeciwlotniczy (2022)